# 陣場町 (福島市)
陣場町（じんばちょう）は、福島県福島市の町名。丁番を持たない単独町名である。郵便番号は960-8032。

## 地理
市の本庁所管にあたる中央東地域に属し、福島市中心市街地の北部に位置する。東西は国道13号信夫通りから福島県道3号福島飯坂線にかけての約250m、南北は福島市道栄町豊田町線北裡通りから福島市道宮下町曾根田町線にかけての約250mの範囲を町域とする。北で天神町、東で万世町、南で置賜町、南西で栄町、北西で曽根田町と隣接する。上町に所在する 福島警察署及び天神町に所在する福島消防署のそれぞれ管轄にあたる。町域中心部を東西に横切る福島県道310号庭坂福島線を境に南北に大きく分かれ、町域南側は市街地歓楽街の北側一角を成し、北側は住宅地となっている。国道13号と県道310号との交差点は当町名より陣場町交差点と名付けられている。

## 歴史
1897年に字名変更が行われ、
旧来の信夫郡福島町の字陣馬裏、置賜通二丁目、下谷地のそれぞれ一部と、曾根田村の一部に当たる区域が再編され設置された。旧来の米沢街道（概ね現在の県道310号にあたる）が通過するほか、明治時代に開通した万世大路が町域を縦断する。昭和40年代に入り、町域東端の国道13号信夫通りが開通、1964年に住居表示が施工され現在に至る。

## 世帯数と人口
2021年（令和3年）5月31日現在の世帯数と人口は以下の通りである。
| 町丁   | 世帯数  | 人口  |
| ------ | ------- | ----- |
| 陣場町 | 257世帯 | 410人 |

## 小・中学校の学区
市立小・中学校に通う場合、学区は以下の通りとなる。
| 番地 | 小学校                 | 中学校                 |
| ---- | ---------------------- | ---------------------- |
| 全域 | 福島市立福島第四小学校 | 福島市立福島第四中学校 |

## 交通

### 鉄道
- 町域内に現在鉄道施設はない。最寄り駅はJR東北本線福島駅。

### 道路
- 国道13号信夫通り
- 福島県道3号福島飯坂線
- 福島県道310号庭坂福島線

### バス
- 福島交通西町バス停（福島駅東口方面）

## 施設
- 日産レンタカー福島支店
- 新妻産婦人科